# Шмрк
Шмрк (енгл. Snuff) је 39. роман из серије од Дисксвету британског књижевника Тери Прачета. Ово је осми наставак приче о Сему Вајмсу, заповеднику Градске страже Анк Морпорка.

## Критика
Independent: "Крајње озбиљна комедија и врло стварна и релевантна фантастика. Истовремено урнебесно цинична, практична и пуна идеала."
Publishers Weekly: "Прикривени омажи Џејн Остин и полицијским серијама."